# Municipalità distrettuale di Dr. Ruth Segomotsi Mompati
La municipalità distrettuale di Dr. Ruth Segomotsi Mompati (in inglese Dr. Ruth Segomotsi Mompati District municipality) chiamata anche Bophirima (Bophirima District municipality) è una municipalità distrettuale della provincia del Nordovest, in Sudafrica, e il suo codice di distretto è DC39.
La sede amministrativa e legislativa è la città di Vryburg e il suo territorio si estende su una superficie di 47.478 km².

## Geografia fisica

### Confini
Confina a est con quelle di Ngaka Modiri Molema e Dr. Kenneth Kaunda, a sudest con quella di Lejweleputswa (Free State), a sud con quella di Frances Baard (Capo Settentrionale), a ovest con quella di Kgalagadi (Capo Settentrionale) e a nord con il Botswana.

### Suddivisione amministrativa
Il distretto è suddiviso in 6 municipalità locali:
- municipalità locale di Kagisano (NW391)
- municipalità locale di Molopo (NW395)
- municipalità locale di Lekwa-Teemane (NW396)
- municipalità locale di Greater Taung (NW394)
- Municipalità locale di Naledi (NW392)
- municipalità locale di Mamusa (NW393)